# Rosario Scalero
Rosario Scalero (* 24. Dezember 1870 in Moncalieri; † 25. Dezember 1954 bei Montestrutto) war ein italienischer Violinist, Musikpädagoge und Komponist.

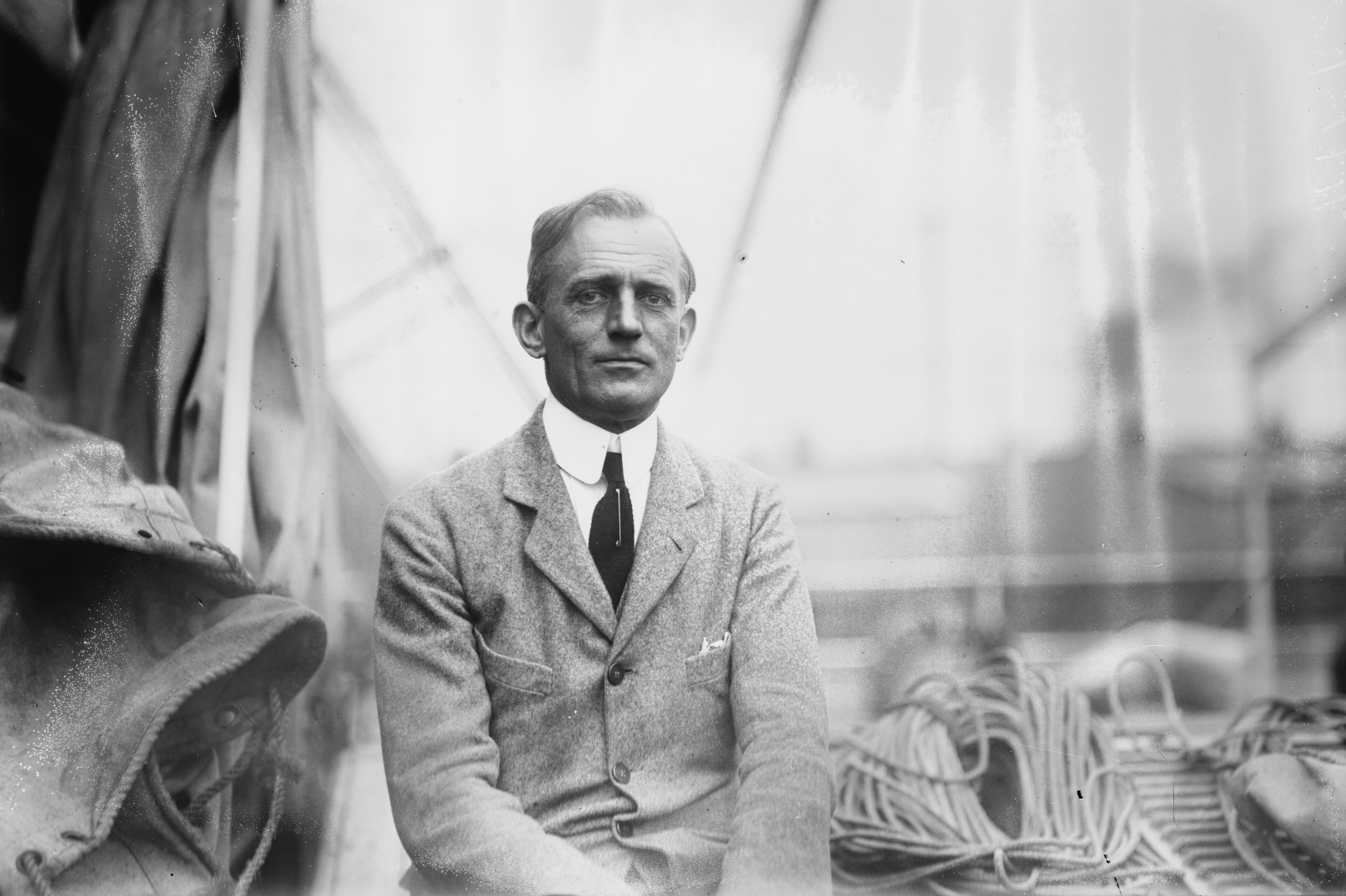
Rosario Scalero, 1919

## Leben und Wirken
Scalero studierte am Liceo Musicale di Torino bei Luigi Avalle. Er lebte dann in Turin, Genua und Rom, und ging 1895 nach London, um bei dem Violinisten August Wilhelmj, dem Konzertmeister der Uraufführung von Wagners Ring des Nibelungen in Bayreuth, zu studieren. 1900 verließ er London und wurde in Wien Kompositionsschüler von Eusebius Mandyczewski.
1907 kehrte Scalero nach Rom zurück. Hier gründete er 1913 die Società del Quartetto, deren musikalischer Leiter und erster Violinist er war. 1919 wurde er als Nachfolger von Ernest Bloch als Kompositionslehrer an die Mannes School of Music nach New York berufen. Seit 1927 unterrichtete er am berühmten Curtis Institute of Music in Philadelphia. 1946 kehrte er nach Italien zurück und ließ sich auf Schloss Montestrutto bei Ivrea nieder, wo er 1954 starb.

## Werke
- Eine Suite für Streichquartett und Streichorchester
- La Divina Foresta, sinfonische Dichtung für großes Orchester

## Schüler von Rosario Scalero
- Samuel Barber (1910–1981)
- Gian Carlo Menotti (1911–2007)
- Nino Rota (1911–1979)